# Fairplains
Fairplains es un lugar designado por el censo ubicado en el condado de Wilkes en el estado estadounidense de Carolina del Norte. La localidad en el año 2000, tenía una población de 2.051 habitantes en una superficie de 11 km², con una densidad poblacional de 186,1 personas por km².

## Geografía
Fairplains se encuentra ubicado en las coordenadas 36°11′28″N 81°9′14″O / 36.19111, -81.15389. Según la Oficina del Censo, la localidad tiene un área total de 11 km² (4,2 mi²), de la cual 11 km² (4,2 mi²) es tierra y 0 km² (0 mi²) (0.0%) es agua.

### Localidades adyacentes
El siguiente diagrama muestra a las localidades en un radio de 8 kilómetros (5 mi) de Fairplains.

## Demografía
En el 2000 la renta per cápita promedia del hogar era de $28.563, y el ingreso promedio para una familia era de $31.466. El ingreso per cápita para la localidad era de $14.972. En 2000 los hombres tenían un ingreso per cápita de $26.103 contra $21.295 para las mujeres. Alrededor del 18.80% de la población estaba bajo el umbral de pobreza nacional.